# Ernst Rietz
Johan Ernst Rietz (uttalas [ri:ts]), född  6 september 1815 i Karlshamn, död 16 juli 1868 i Köpenhamn, var en svensk språkforskare och präst i Svenska kyrkan. 

## Biografi
Rietz var tillförordnad professor vid Lunds universitet 1843–1851 och därefter kyrkoherde i Tygelsjö samt slutligen kontraktsprost i Oxie från 1860.
Under sin universitetstid utgav han en serie svenska medeltidsskrifter, av vilka större delen sedan samlades i Scriptores suecici medii ævi cultum culturamque respicientes (4 delar, 1842–50). Rietz utgav också Grunddragen av geografiens och geografiska upptäckternas historia (1842), Moralfilosofiens historia (1846) och Skånska skolväsendets historia  (1848). 
Det för eftervärlden viktigaste verket är emellertid Svenskt dialektlexikon. Ordbok öfver svenska allmogespråket, som utkom i två delar under åren 1862–1867. Det bygger på material insamlat av upptecknare över hela landet. Verket är unikt, och trots att det innehåller en del av senare forskning påvisade fel, så är det ändå ännu det enda dialektlexikon, som täcker hela Sverige.
Rietz var medlem av flera svenska och utländska vetenskapliga sällskap, ledamot av Nordstjärneorden och riddare av Dannebrogsorden. Det är dessa dekorationer i rangordning, som syns på porträttet av Rietz i Projekt Runebergs författarepresentation. Svenska ordnar har högre rang än utländska, och därför är det Nordstjärneorden, som sitter närmast hjärtat, och Dannebrogsorden närmare den avbildades vänstra arm (heraldisk vänster, sinister), men från betraktaren sett till höger.
Ernst Rietz var son till skomakarmästaren Carl Fredrik Rietz (1792–1864) och barnmorskan Ulrika Eleonora, född Malmberg, (1792–1857).:nr 10:1 och 10:2 Rietz var gift med Anna Maria, född Hallberg, (1818–74).:nr 10:3:1 och 10:3:2 Han var far till Ernst och Axel Rietz samt farfar till Emil, Aina, Torsten, Allan, Einar och Ingrid Rietz.

### Redaktörskap
- En syndares omvändelse : ett qväde från medeltiden. Lund. 1842. Libris 18219296. http://urn.kb.se/resolve?urn=urn:nbn:se:kb:eod-8228155
- Scriptores suecici medii ævi cultum culturamque respicientes. 1-4. Lundæ: typis Berlingianis. 1842-1850. Libris 8554861
- En Wadstena-nunnas bönbok. Lund. 1842. Libris 1278201
- Helgona-Sagor : efter 2:ne pergamenthandskrifter från Vadstena-kloster första gången utgifna / af Joh. Ernst Rietz. Lund. 1843. Libris 10813644
- Vita S. Gregorii armeniensis. [Lundæ]. 1843. Libris 10620512
- Clausdotter, Margareta (1844). Margaretæ Nicolai filiæ, abbatissæ Vadstenensis, de Sancta Birgitta chronicon : ad fidem codicum mss. editum notisque illustratum / publico examini subjicit Joh. Ernestus Rietz. Lundæ: Typis Berlingianis. Libris 9121929
- Svensk järteckens-postilla : efter en gammal handskrift från Norrige första gången utgifven. Lund. 1850. Libris 2122142 - Akademisk avhandling.